# きぬ (YouTuber)
きぬ（KINU、1997年11月19日 ‐ ）は、日本の女性YouTuber。OOO Entertainment所属。

## 来歴
2017年、専門学校2年生の時に、YouTubeチャンネルを開設。K-POPや韓国のポップカルチャーが好きだっため、韓国のメイクや料理に関する動画の投稿を開始した。
2017年5月、VAZに所属。VAZが運営するYouTubeチャンネル「Mel TV」にレギュラー出演。同じくVAZ所属のねお、歩乃華、ゆんと共に「ねおほのきぬゆん」として親しまれた。
2018年3月、専門学校を卒業。
2019年12月、ファンションブランド「Made of Silk (M.O.S)」のプロデュースを開始。
2020年5月、VAZを退所。
2020年8月17日、スタイルブック『Silky』を出版。
2021年6月、Garou（現 OOO Entertainment）に所属。
2022年3月9日、ランジェリーブランド「mumucu」のプロデュースを開始。
2022年7月7日、公式ファンアプリ「Cafe Silk」を開設。
2022年12月19日、メイクブック『きぬが本気で作った！うるうる目元が簡単に作れる韓国風メイクBOOK』を出版。
2024年4月12日、カラコンブランド「Charton」のイメージモデルに就任。
2024年12月5日、プリクラ機「VERUA」の外装モデルに就任。

## 出演

### ウェブ番組
- Mel TV（VAZ・YouTube、2017年 - 2018年） - レギュラー

## 広告

### CM
- ヴィエリス キレイモ テレビCM 「キレイモdeチェンジ」篇（2019年4月）[11]

### 広報
- SIMC Made of Silk (M.O.S) プロデューサー（2019年12月）
- ファストステップ mumucu プロデューサー（2022年3月9日）[5]
- エイショウ光学 Charton イメージモデル（2024年4月12日）[8]
- フリュー VERUA 外装モデル（2024年12月5日）[9][10]

## 書籍

### スタイルブック
- Silky ナチュラルに盛れる！モテる！あこがれ透明感女子のMake & Fashion（宝島社、2020年8月17日）[3]

### メイクブック
- きぬが本気で作った！うるうる目元が簡単に作れる韓国風メイクBOOK（宝島社、2022年12月19日）[7]